# Autopista Camino del Buen Ayre

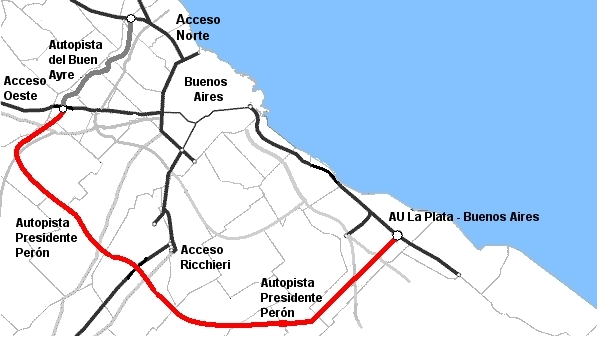
Plano original de la Autopista Presidente Perón.

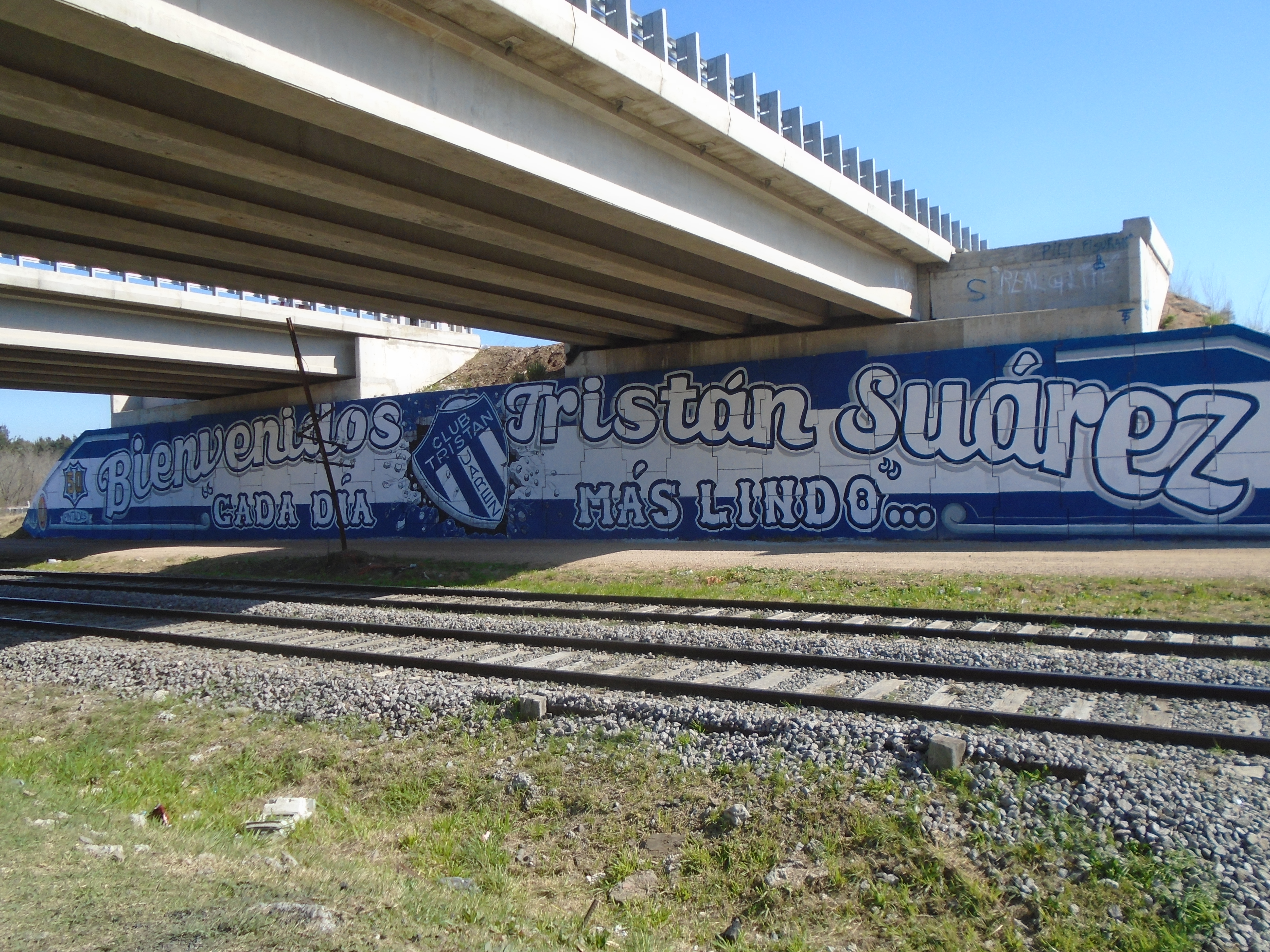
Puente de la autopista sobre las vías del Ferrocarril General Roca en Tristán Suárez.

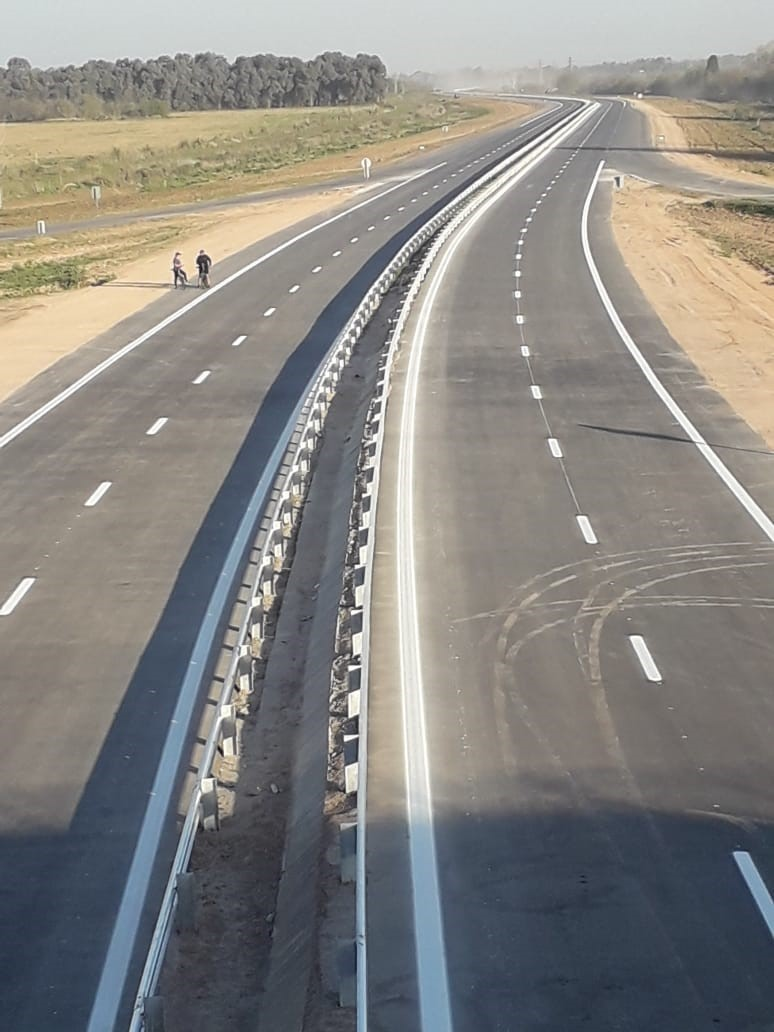
Tramo de la autopista en Pontevedra.

La Autopista Camino del Buen Ayre, también conocida como Autopista Presidente Juan Domingo Perón o Autopista Presidente Perón, será una autopista que tendrá una extensión de 94 km desde el Acceso Oeste hasta la Autopista Buenos Aires-La Plata. Cruzará localidades como Merlo, Mariano Acosta, Pontevedra, 20 de Junio, Virrey del Pino, Tristán Suárez, Guernica y La Capilla. Pero también, por largos tramos el paisaje es abierto, sin edificaciones y con mucho verde llano. Originalmente se había previsto un plazo de tres años para su culminación. Las obras se han retrasado y se preveía que su finalización fuese recién a mediados de la década de los 2020. La Autopista Presidente Perón corresponde a la extensión del Camino del Buen Ayre y juntas conformarán el tercer anillo de circunvalación del área metropolitana y cruzará quince partidos bonaerenses. De esta manera se unirán la Autopista Acceso Norte con la Autopista Buenos Aires - La Plata.
El 28 de septiembre de 2019, durante la presidencia de Mauricio Macri, se inauguraron los primeros 11 km de la autopista que unen a la Ruta Provincial 40 y la localidad de Mariano Acosta en el Partido de Merlo con la localidad de Veinte de Junio, Partido de La Matanza.
Durante la presidencia de Alberto Fernández, fueron habilitados un total de 37,5 km entre Veinte de Junio y la Ruta Provincial 210 en Guernica, divididos en tres tramos inaugurados entre 2021 y 2023.
Desde la asunción del actual gobierno nacional la obra se encuentra paralizada como parte del recorte total a la obra pública encarado por su administración, y no se tiene previsto finalizar la obra mientras el actual gobierno esté en funciones, al menos es lo que han dicho altos funcionarios. [cita requerida]
Los primeros estudios de la obra se remontan al inicio de la década del 1990; era parte del megaproyecto que incluía la construcción de un puente que uniría Buenos Aires con la ciudad uruguaya de Colonia, proyecto que pronto fue desestimado. Por falta de presupuesto y por las serias objeciones acerca del impacto a la circulación de naves a través del Río de la Plata, la obra había quedado archivada.
En 1998 el Estado había adjudicado por 25 años la concesión de explotación y obras de la autopista a la empresa mexicana Triturados Basálticos y Derivados (Tribasa) y a la empresa argentina Burgwardt pero el acuerdo no prosperó.
En 2005 se impulsó la construcción de la autopista a través de inversiones privadas: primero el ministro Julio de Vido firmó un acuerdo con la empresa alemana Hochtief para la construcción de la autopista y luego se intentó con el consorcio integrado por la Canadian Highways International Corporation, el Groupe SD & G y la constructora local Perales Aguiar. La convocatoria a licitación de la obra fue anunciada por la presidenta Cristina Fernández el 6 de marzo de 2009.

## La autopista
La autopista tendrá un total de 120 km: 26 km correspondiente al Camino del Buen Ayre actual, que será reacondicionado y 94 km correspondientes a la traza Autopista del Oeste-Autopista Buenos Aires- La Plata. El proyecto se ha presupuestado en 1800 millones de pesos y se calcula que se finalizará en tres años. La autopista será financiada por la Ansés (Administración Nacional de la Seguridad Social), con la garantía del Fondo de Combustible. La construcción de la autopista formó parte de un plan de obras públicas destinadas a enfrentar los efectos de la Crisis económica de 2008.
La traza conectará 15 municipios bonaerenses: San Isidro, San Martín, Tres de Febrero, San Miguel Hurlingham, Ituzaingó, Merlo, La Matanza, Ezeiza, Presidente Perón, San Vicente, Florencio Varela, Berazategui, La Plata y Ensenada.
La Autopista Presidente Perón es la continuación del Camino del Buen Ayre y tiene su cabecera en el empalme del antes mencionado Camino del Buen Ayre con la Autopista Acceso Oeste (Autopista Gaona), en las inmediaciones de Puente de Márquez. El primer tramo de la autopista corre a lo largo de la ribera del Río Reconquista, parte de cuyo tramo ya está asfaltado y se conoce como Camino de la Ribera, una ruta que conecta Autopista Acceso Oeste con el centro de la ciudad de Merlo. La autopista se empalmará con la Avenida Rivadavia en el tramo final de su recorrido y la Ruta Provincial 7. Al ingresar al área rural del partido de Merlo, la autopista se separará del Río Reconquista e ingresará al área rural de Mariano Acosta. Allí se conectará con la Ruta provincial 40 y desde allí se podrá acceder a la Ruta Provincial 6, anillo de circunvalación que une la ciudad de Campana y la localidad de Ángel Etcheverry, Partido de La Plata. La autopista continuará su recorrido por las zonas rurales de Pontevedra y por el Partido de La Matanza (Veinte de Junio y Virrey del Pino). La Autopista Presidente Perón se conectará con la Ruta 3 y con la Autopista a Cañuelas en el Partido de Ezeiza.
La obra consiste en la ejecución de dos calzadas de doble trocha y calzadas colectoras, 13 distribuidoras, 40 puentes sobre calle y 15 pasarelas peatonales. Las obras también incluirán: defensas y señalización horizontal y vertical, sistema inteligente para tránsito, detección de niebla, iluminación general, estaciones de pesajes de camiones, red de llamadas de urgencia (Postes SOS), y fuerzas de seguridad, ambulancias y bomberos.
La autopista Presidente Perón constituirán el tercer anillo de circunvalación del área metropolitana (el primero es la Avenida General Paz, el segundo el Camino de Cintura) y favorecerá a hacer al tránsito del área del conurbano mucho más fluido, además de poner un límite al segundo cordón del Gran Buenos Aires.
Las obras se han iniciado el 18 de febrero de 2011 y el proyecto se dividirá en cuatro tramos:
- desde el Camino del Buen Ayre hasta el km 25,5, ubicado en el acceso de la localidad de Veinte de Junio y con una cotización de 488 millones de pesos,
- Desde el barrio 20 de Junio hasta la ruta provincial N.º 58, por $ 562,9 millones.
- El que va de la ruta N.º 58 hasta la ruta N.º 53, en el km 72,6, cuya cotización es $ 321,4 millones.
- Desde la ruta N.º 53 hasta la Buenos Aires-La Plata, con un presupuesto de $ 394,4 millones.

La autopista tendrá efectos positivos en el desarrollo de la economía de la provincia ya que servirá de vínculo entre el puerto de La Plata y el polo de desarrollo de la zona norte de Zárate-Campana y Pilar.

## Cronología

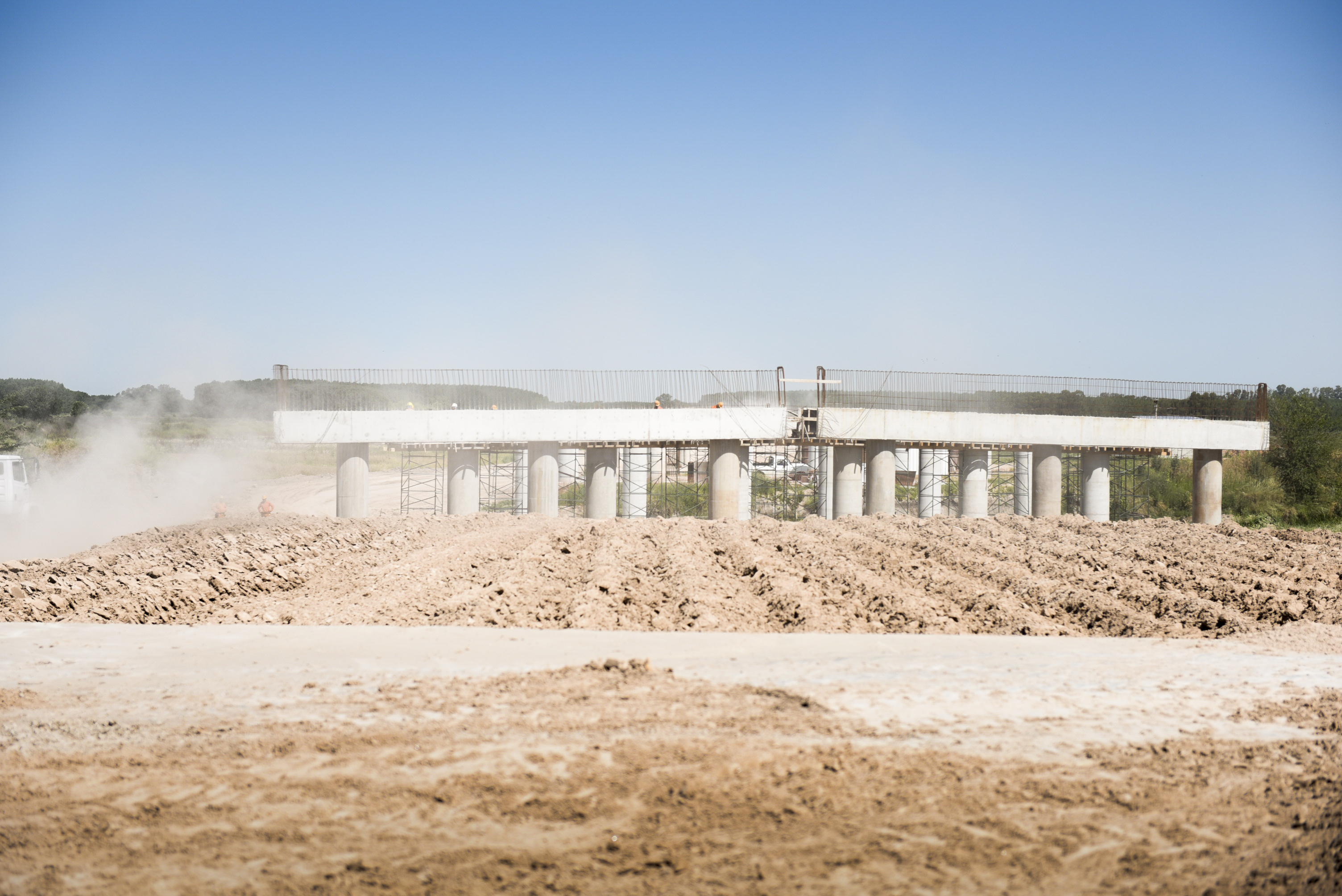
Tramo en construcción de la futura Autopista Presidente Perón.

- 6 de marzo de 2009: la presidenta Cristina Fernández anuncia el llamado a licitación de las obras de la Autopista.
- 11 de mayo de 2009: la presidenta anuncia que el 12 de junio de 2009 se realiza la apertura de los sobres con las ofertas para la construcción de la autopista.[23]
- 7 de julio de 2009: en el salón de actos de la Dirección Nacional de Vialidad, se abrieron los sobres licitatorios para la construcción de la obra.[24] Las firmas que quedaron mejor ubicadas para los distintos tramos son IECSA (vinculada a la familia Macri,[25][26] Cartellone S.A., y la UTE formada por Perales Aguiar. Dicho consorcio está construyendo la Autopista Parque Presidente Perón, que como continuación del Camino Parque del Buen Ayre (que termina en la Autopista del Oeste, en Ituzaingó) constituirá el tercer anillo de circunvalación del área metropolitana (los otros son el Camino de Cintura y la avenida General Paz, lo que permitirá conectar el Acceso Norte con la Autopista Buenos Aires-La Plata.[27]

Tendrá una extensión total de 117 km, y las obras se extenderán durante tres años. Iniciadas en el primer trimestre del año pasado, actualmente se desarrollan en 20 de Junio, trabajándose con camiones y palas mecánicas en la calle California, que será la colectora de la autovía.
Posteriormente las obras se extenderán hacia Virrey del Pino, en la zona del km 37,500 de la RN 3, junto al barrio Esperanza, un sector donde el emprendimiento implicó la realización de expropiaciones.
En 2012 se construyó la autopista a la altura de la localidad de 20 de Junio como continuación del Camino Parque del Buen Ayre (que termina en la Autopista del Oeste, en Ituzaingó.
- 16 de enero de 2010: en la ciudad de Merlo, la presidenta Cristina Fernández de Kirchner firma el contrato para las obras de la Autopista.[28] El primer tramo de la autopistas fue ganado por la empresa IECSA, el segundo y tercer tramos fueron ganados por las empresas Perales-Aguiar, CPC, Electroingeniería y Contrera Hnos, y el cuarto tramo será realizado por Cartellone y Grupo Peterson (de la familia Esquenazi).[26][29][30]
- Septiembre de 2010: se realiza la primera audiencia pública destinada a recibir sugerencias de vecinos, organizaciones sociales y municipalidades respecto al trazado de las tres primeras secciones de la autopista para culminar con su diseño en el mismo mes de septiembre. La construcción de las tres primeras secciones de la autopista se preveía iniciar para el siguiente mes de octubre de 2010. La segunda audiencia referida al diseño de la cuarta sección se la preveía convocar para el mes de octubre, postergación debida a la oposición de los vecinos a que el trazado de la vía pasara por el Parque Pereyra Iraola; la última sección se preveía iniciar en el mes de noviembre de 2010. La finalización de la obra tardaría 24 meses, contando desde octubre de 2010.[31][32]
- 18 de febrero de 2011: la presidenta Cristina Fernández da inicio a las obras de la autopista mediante una teleconferencia transmitida desde Casa Rosada que se enlazaba con el predio municipal Quinta La Colonial, en Merlo, en donde se encontraban intendentes y el gobernador Daniel Scioli. El inicio de obras se encuentra ubicado en la intersección de la Ruta 1003 (Avenida Patricios o Camino Morón-Lobos) y la calle Colpayo, Merlo.
- A 2015 continuaban los trabajos.[33]
- Tras años de avances, la obra continúa durante la presidencia de Mauricio Macri, entre 2015 y fines de 2019.[34]
- Las obras llegan a 20 de Junio[27]
- Agosto de 2019: Los avances de la obra no han sido significativos. Sólo se ha pavimentado parcialmente el tramo entre Mariano Acosta y 20 de Junio (de 10 kilómetros) y el otro tramo entre la Ruta Nacional 3 y la Ruta Nacional 205 (de 7 kilómetros), y se preveía que para 3 meses después dichos tramos, de 17 kilómetros en total, serían inaugurados. El resto de la autopista tampoco ha tenido grandes avances, sólo en Mariano Acosta, tomó forma el intercambiador de la autopista con la Ruta Provincial 40.[35][36]
- 28 de septiembre de 2019: Se inaugura el primer tramo de tan sólo 11 km de la autopista que une a la Ruta Provincial 40 y la localidad de Mariano Acosta en el Partido de Merlo con la localidad de Veinte de Junio, Partido de La Matanza. La obra fue paralizada totalmente luego de la inauguración de esos 11 km.[6]
- 14 de octubre de 2021: Se habilitó un tramo de 6 km de la autopista que une la Ruta Nacional 3 en Virrey del Pino con la Autopista Ezeiza-Cañuelas.[37] Asimismo, también se encuentran en ejecución el tramo I (Autopista Acceso Oeste - Arroyo Morales) y el tramo III (Ruta Provincial 58 - Ruta Provincial 53), con un notorio avance en las obras.
- 18 de septiembre de 2023: Se habilitó un nuevo tramo de 22 km entre las intersecciones con la Autopista Ezeiza-Cañuelas en Tristán Suárez y la Ruta Provincial 210 en Guernica.[38]

- 4 de diciembre de 2023: Se habilitó otra traza de 10 km entre la Ruta Nacional 3 y el tramo ya inaugurado de 11 km entre las localidades de Mariano Acosta y 20 de Junio en La Matanza.[39]

- 2024-2025: Se estima que ya se encuentre finalizado el trayecto I de la traza (Acc. Oeste/Camino del Buen Ayre - Mariano Acosta) y dicha traza, de 13kms, sea inaugurada. La cual al día de la fecha está prácticamente terminada.

## Parque Pereyra Iraola y cambio de traza
El trayecto fue cambiado para que no atraviese el parque, ya que según especialistas impactaría en la reproducción y aumentaría la migración de animales. El Parque Pereyra Iraola ya está atravesado por las vías férreas, la Autopista Buenos Aires - La Plata y las rutas provinciales 36, 1, 2 y 14, pero en todos los casos menos en el de la Autopista Buenos Aires - La Plata estos caminos y vías férreas fueron construidos con anterioridad a la creación del Parque. Finalmente la Corte Suprema de Justicia de la Nación, el día 24 de septiembre del 2013, dejó sin efecto la medida cautelar ratificada por la Cámara Federal y permitió a Vialidad Nacional continuar las obras de la Autopista Perón.

## Recorrido

### Tramo habilitado
|  | RMCONTg |

| STRq | RMIabue | STRq |

| exSTRq | RMIo3 + RMIo2 | exSTRq |

|  | RGuq + RM |

|  | RM |

| exSTRq | RMIdu | exSTRq |

|  | RM |

| exSTRq | RMIdo | exSTRq |

| WASSERq | RMoW2 | WASSERq |

| lDAMPF |  | RGuq + RM |  |  |

| WASSERq | RMoW2 | WASSERq |

|  | RM |

| exSTRq | MWKRZu | exSTRq |

|  | RM |

| RMq | RMIco | RMq |

|  | RM |

| WASSERq | RMoW | WASSERq |

|  | RM |

| exSTRq | RMIdo | exSTRq |

| RMq | RMIco | RMq |

| WASSERq | RMoW2 | WASSERq |

|  | RM |

| lDAMPF | RGuq + RM |  |

| STRq | MWKRZo | STRq |

| WASSERq | RMoW2 | WASSERq |

|  | RM |

| STRq | MWKRZo | STRq |

|  | RM |

| STRq | RMIdo | STRq |

|  | RM |

| STRq | ABZqlr | STRq |

### Cruces y lugares de interés

#### Límite entre los partidos de Merlo, Moreno e Ituzaingó
- Empalme con Camino Parque del Buen Ayre (a Bancalari y Autopista Panamericana) y Acceso oeste (a Liniers y Luján)

#### Límite entre los partidos de Merlo y Moreno
- Cruce sobre Ruta Provincial 7 (a Ciudadela y Lujan) y Línea Sarmiento (a Once y Moreno)

#### Partido de Merlo
- Cruce bajo calle 20 de Junio a Agustín Ferrari
- Cruce sobre Ruta Provincial 40 (a Merlo y Navarro) y Línea Sarmiento (a Merlo y Lobos) - inicio de primer tramo operativo
- Cruce sobre Ferrocarril Midland de Buenos Aires (a Marinos del Crucero General Belgrano y Plomer - clausurado)
- Cruce bajo Avenida Patricios (a Libertad y Marcos Paz)

#### Límite entre los partidos de Merlo y La Matanza
- Cruce sobre calle Ceretti (a Veinte de Junio) / Avenida de la Unión (a Pontevedra) - fin de primer tramo operativo
- Cruce sobre Arroyo el Pantanoso

#### Partido de La Matanza
- Cruce sobre Línea Belgrano Sur (a González Catán y Villars)
- Cruce sobre Arroyo Morales
- Cruce sobre Ruta Nacional 3 (a Lomas del Mirador y Cañuelas) - inicio de segundo tramo operativo

#### Límite ente los partidos de La Matanza y Ezeiza
- Cruce sobre el Río Matanza-Riachuelo

#### Partido de Ezeiza
- Cruce sobre calle Blas Parera (a Ruta Nacional 3 y Tristán Suárez)
- Cruce sobre Autopista Ezeiza-Cañuelas - Ruta Nacional 205
- Cruce sobre Línea General Roca (a Ezeiza y Lobos) y Ruta Provincial 205 (a Avellaneda y Cañuelas)
- Cruce sobre Ruta Provincial 52 (a Canning y Ruta Provincial 6)

#### Partido de Presidente Perón
- Cruce sobre Ruta Provincial 58 (a El Jagüel y Chascomús)
- Cruce sobre Ruta Provincial 210 (a Remedios de Escalada y Brandsen) y Línea General Roca (a Plaza Constitución y Mar del Plata) - fin de segundo tramo operativo

#### Partido de San Vicente
- Cruce sobre Ferrocarril Compañía General de Buenos Aires (a González Catán y La Plata - clausurado)

#### Partido de Florencio Varela
- Cruce a determinar con Ruta Provincial 53 (a Florencio Varela y Brandsen) -fin de tramo en obra

#### Límite ente los partidos de Florencio Varela,  Berazategui y La Plata
- Cruce a determinar con Ruta Provincial 2 (a Juan María Gutiérrez y Mar del Plata)

#### Límite ente los partidos de Berazategui y La Plata
- Cruce sobre Ferrocarril Provincial de Buenos Aires (a Avellaneda y La Plata - clausurado)
- Inicio de tramo proyectado dentro del Parque Pereyra Iraola
- Cruce a determinar con Camino General Belgrano (a Gerli y La Plata)
- Cruce sobre Camino Parque Centenario (a Juan María Gutiérrez y La Plata) y sobre Línea General Roca (a Temperley y Villa Elisa)
- Cruce sobre Línea General Roca (a Plaza Constitución y La Plata)
- Empalme con Autopista Dr. Ricardo Balbín - Ruta Nacional 1 (a Buenos Aires y La Plata)

## Conectividad
La Autopista Presidente Perón favorecerá la conectividad ya que permitirá acceder tanto a La Plata como a la Panamericana, y a las autopistas Ezeiza - Cañuelas y del Oeste.
La nueva vía rápida tendrá una longitud de 94 km, transformándose en la prolongación del Camino del Buen Ayre. Su ejecución implica una inversión de 1800 millones de pesos.